# برادي سميث (ممثل)
برادي سميث (بالإنجليزية: Brady Smith)‏ هو ممثل أمريكي، ولد في 29 ديسمبر 1971 بهيوستن في الولايات المتحدة.

## أعمال

### أفلام
- (2011) شاب بالغ[4]
- (2018) أول رجل
- (2018) حقيقة أم جرأة

### مسلسلات
- إن سي آي إس
- جاغ
- شبح هامس
- عقول إجرامية
- كاسل

## وصلات خارجية
- برادي سميث على موقع IMDb (الإنجليزية)
- برادي سميث على موقع ألو سيني (الفرنسية)
- برادي سميث على موقع أول موفي (الإنجليزية)
- برادي سميث على موقع قاعدة بيانات الفيلم (الإنجليزية)
- برادي سميث على موقع كينوبويسك (الروسية)